# 東武ステーションサービス
東武ステーションサービス株式会社（とうぶステーションサービス）は、東武鉄道が100%出資する子会社で、東武鉄道の駅のうち他の鉄道事業者へ委託している押上・新藤原・相老・赤城・寄居を除く全駅の駅業務を受託し駅運営を行っている企業である（2015年7月1日現在）。
駅運営業務のほかに東武日光駅・鬼怒川温泉駅など観光案内が必要な駅では「ツーリストセンター」において旅行案内業務などの運営を行っていたが、2023年7月1日より東武トップツアーズに譲渡した。また、駅業務の経験を積んだのちに東武鉄道本体に転籍し、車掌や運転士などになることも可能である。

## 業務受託駅
2019年3月16日現在
東武鉄道の管理する全駅
（他の鉄道事業者への委託となる押上（東京地下鉄〈東京メトロ〉）・新藤原（野岩鉄道）・相老（わたらせ渓谷鐵道）・赤城（上毛電気鉄道）・寄居（秩父鉄道）は除く）
駅長・助役・一部の駅係員は東武鉄道からの出向という形をとっている。

## その他
- 発足当初より、受託駅の駅員の制服は東武鉄道と全く同じである。よって、外見からは分かりにくい。
- 発足当初は伊勢崎線系統館林駅より北側・日光線系統新栃木駅より北側の64駅（赤城・相老・伊勢崎・新藤原の各駅を除く）であった。
- 東武鉄道の公式ホームページなどでの公式発表は特になかったものの、その後受託駅が増加した。
- 2015年7月1日より、全駅受託となり、有人駅全てが東武ステーションサービス担当駅となる。

## 他の主な子会社
- 東武インターテック株式会社（車両メンテナンス）
- 東武エンジニアリング株式会社（線路・電気設備メンテナンス）